# Eidenheim
Pour les articles homonymes, voir Heidenheim.
Andernheim ou Eidenheim est le nom d'un village disparu situé entre les communes de Montbronn et Soucht, dans l'actuel département de la Moselle.
Le village se trouvait dans la vallée du Muehlgraben et de la chapelle dite Pauluskapelle, et nous est aujourd'hui encore connu à cause de la verrerie qu'il a abrité, l'une des premières au pays du Verre et du Cristal.

## Localisation
Le village se trouvait à l'emplacement de l'actuel moulin dit Paulusmuehle, sur le Muehlgraben, à proximité de la chapelle dite Pauluskapelle. Son ban était limité au sud par la forêt du Kleeberg et au nord par le ruisseau du Muehlgraben,, qui marque aujourd'hui la frontière entre les communes de Montbronn et de Soucht.

## Histoire

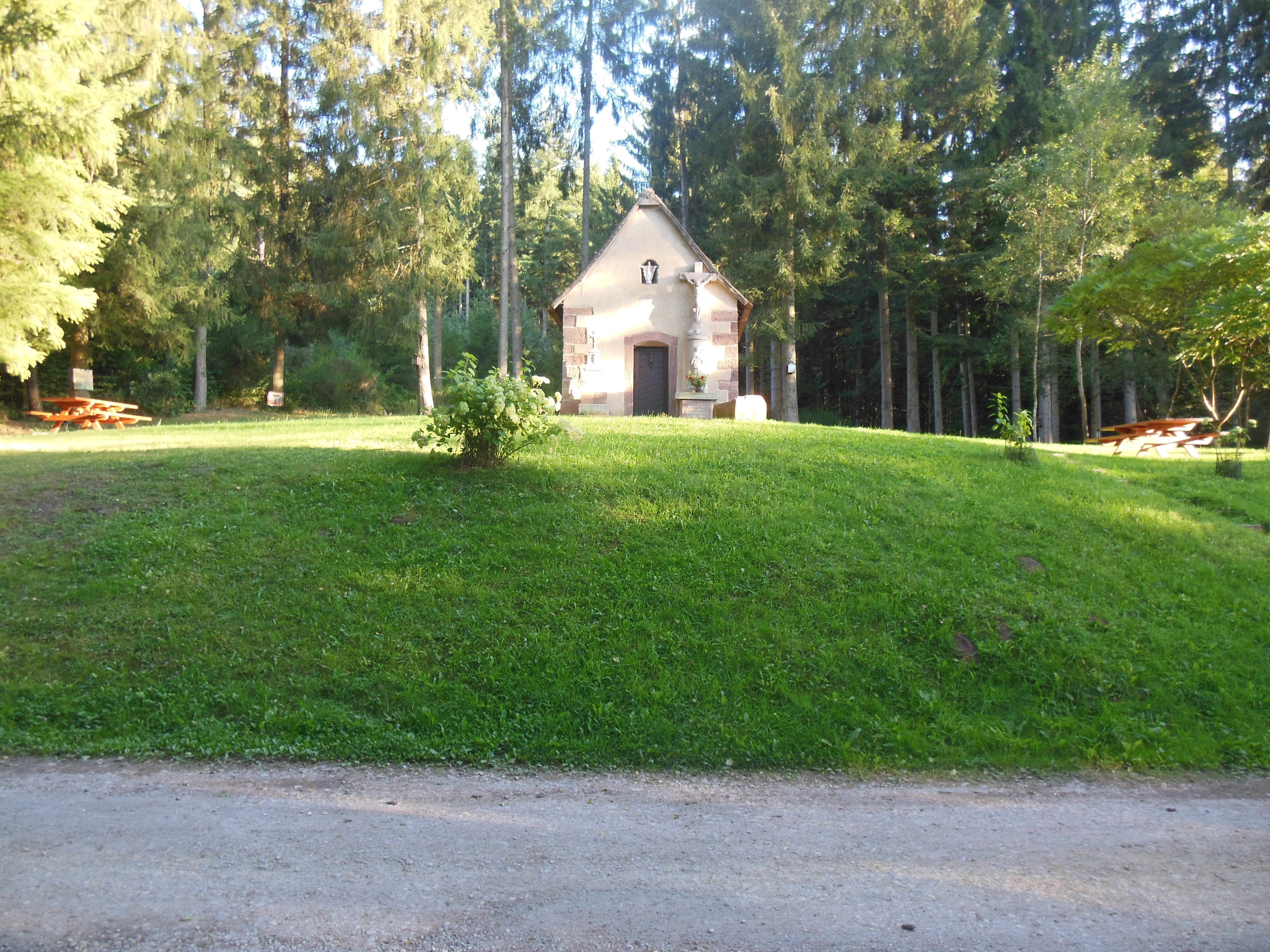
La chapelle dite Pauluskapelle, construite au XIXe siècle en limite de l'ancien ban d'Eidenheim.

Eidenheim ou Andernheim, « le village d'Andahar », faisait partie de la seigneurie de Bitche et de l'ancien archiprêtré de Bouquenom. Comme plusieurs autres localités de la région, il semble s'être formé à partir d'une verrerie, située au niveau du point de confluence entre le Muehlgraben et le ruisseau de Meisenthal. À Eidenheim, outre la verrerie, il a aussi existé un moulin, une huilerie et une scierie.
Le village, qui n'est plus mentionné dans le pouillé du XVIe siècle, semble avoir disparu vers 1500, probablement détruit par les invasions du comte palatin Louis le Noir. En 1698, les habitants de Montbronn payent encore d'ancienneté huit maldres d'avoine pour le « vieux ban d'Andréheim ».
Sur l'Atlas topographique du comté de Bitche (1758), figurent les ruines de deux anciennes églises ; l'une dans la vallée, avec une perche carrée et un cimetière entouré d'un mur qu'on distingue encore de nos jours ; l'autre dans la montagne (Kleeberg), « de laquelle », est-il écrit à la légende de l'Atlas, « on ne peut rapporter aucune circonstance, rapport à l'antiquité ». La Pauluskapelle sera construite des années plus tard, en 1866, à quelque distance des ruines de la première église indiquées par l'Atlas, qui n'étaient déjà plus visibles à l'époque.
En 1843, le propriétaire d'une prairie de la localité, opérant des mouvements de terre en vue de l'améliorer, mit au jour un grand nombre d'objets de verre qui, dans ce lieu retiré, ne peuvent que provenir de la verrerie des siècles passés. Malheureusement, la pioche du terrassier avait achevé de briser ce qui ne l'était pas déjà et il n'a été possible de ramasser que des débris. Adolphe Marcus analyse des planches de ces fragments et écrit qu'ils « témoigne(nt) de la qualité supérieure des produits du four d'Eidenheim ». « Le dessin permet de juger jusqu'à un certain point de l'habileté du verrier qui a travaillé les pièces, mais ce qu'il est impossible d'apprécier, sans les avoir sous les yeux, c'est la pureté de la matière et sa légèreté ».